# Golf van Hauraki
De Golf van Hauraki (Engels: Hauraki Gulf) is een baai in het noorden van het Nieuw-Zeelandse Noordereiland. Hauraki betekent noordenwind in het Maori.
Aan het oosten grenst de baai aan het schiereiland Coromandel, ten zuiden liggen de Hauraki-vlaktes en aan de westkust ligt de bebouwing van Auckland. In het noorden wordt het grotendeels afgeschermd van de Grote Oceaan door het Great Barrier- en Little Barriereiland. In de baai zelf liggen ook een aantal eilanden, waaronder Waiheke-eiland en Rangitoto; een uitgedoofde vulkaan. Aan de kust van de baai bevinden zich talloze stranden.